# Jules Goux
Jules Goux (Valentigney, 6 aprile 1885 – Mirmande, 6 marzo 1965) è stato un pilota automobilistico francese.

## Biografia
Nel 1913, vinse la terza edizione della 500 Miglia di Indianapolis alla guida di una Peugeot, a una media 122 km/h. Fu il primo europeo a vincere questa gara.
Nel 1921, alla guida di una Ballot 3/8 LC, vinse la prima edizione del Gran Premio d'Italia, sul circuito di Montichiari.
Nel 1926, vinse il Gran Premio di Francia, sul circuito di Miramas, alla guida di una Bugatti.
Morì nel 1965. Riposa nel cimitero di La Charme.